# Fort Ogden
Fort Ogden est une localité américaine située dans le comté de DeSoto, en Floride.